# Presença real de Cristo na Eucaristia

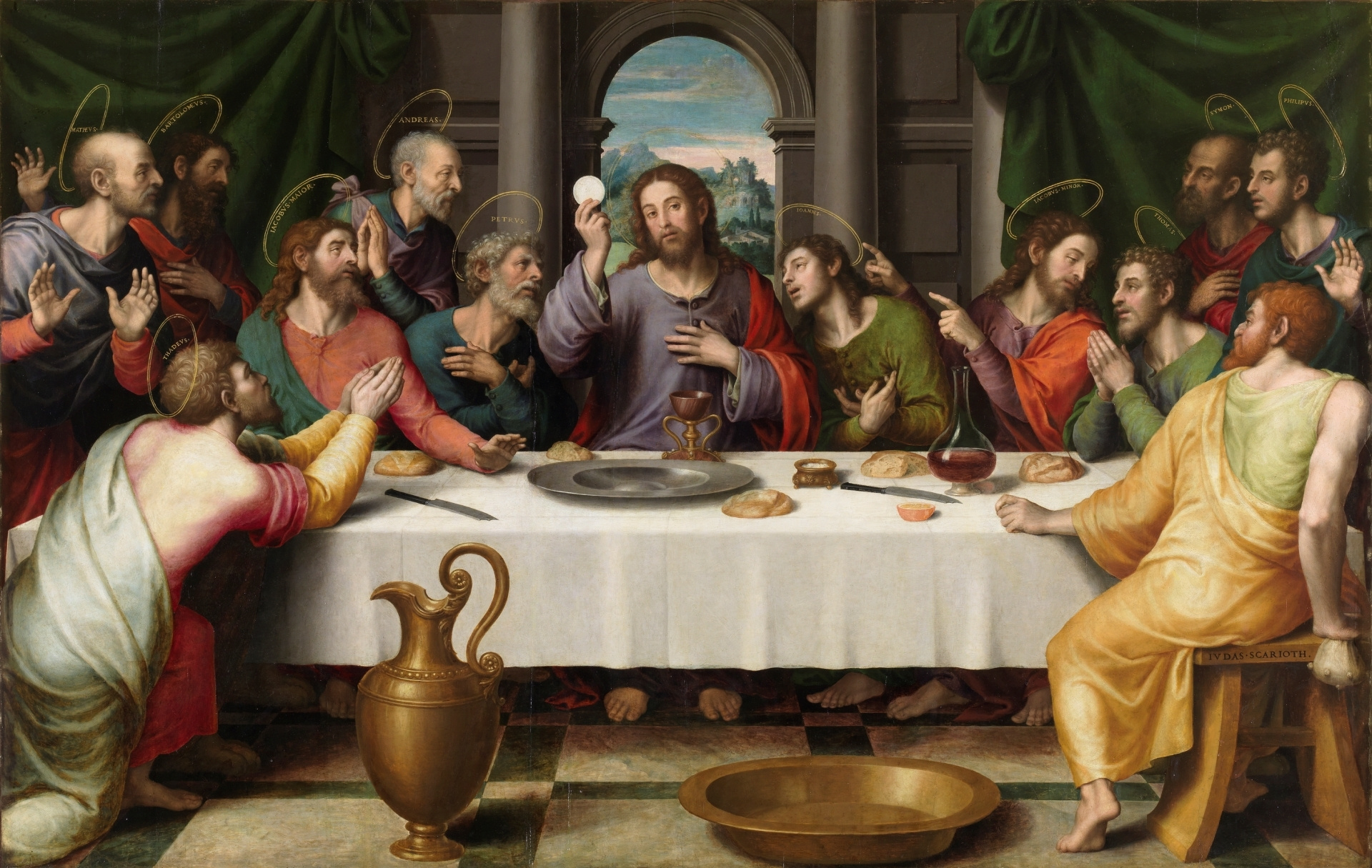
Última Cena - Juan de Juanes.jpg
A Última Ceia label QS:Les,"La Última Cena" label QS:Lhu,"Az utolsó vacsora" label

Na teologia cristã, a presença real de Cristo na Eucaristia é a doutrina de que Jesus está presente na Eucaristia, não somente de forma simbólica ou metaforicamente.
Existem muitas visões diferentes na compreensão da definição do termo entre as confissões cristãs que aceitam a doutrina da presença real de Cristo na Eucaristia, incluindo o catolicismo, a ortodoxia oriental, a ortodoxia oriental, a Igreja do Oriente, a morávia Igreja, Luteranismo, Anglicanismo, Metodismo e Cristianismo Reformado.